# Рогоцкий, Виктор Викторович
Виктор Викторович Рогоцкий (род. 29 сентября 1941, Омская область) — председатель Ярославской областной думы (2008—2012), член Совета Федерации (2011—2017), Советник Губернатора Ярославской области по вопросам энергетики (2017 - н.в.)

## Биография
Начал работать в 17 лет электромонтёром. Работал на Ярославских высоковольтных сетях и ТЭЦ-3. Окончил Московский энергетический институт (1967—1971). Принимал участие в строительстве Саратовской ГЭС инженером и старшим инженером. С 1971 года начальник цеха в Ярэнергоремонте. С 1984 года директор энергонадзора «Ярэнерго»; с 1995 года — заместитель генерального директора АО «Ярэнерго»; с 1998 года — генеральный директор АО «Ярэнерго». С 2006 года — генеральный директор ОАО «Ярославская сбытовая компания».
В 2000 году избран депутатом Государственной Думы Ярославской области III созыва, с 2002 года -  председатель постоянной комиссии по депутатской деятельности, этике и регламенту. В марте 2004 года избран депутатом Государственной Думы Ярославской области IV созыва по избирательному округу № 5. Возглавлял постоянную комиссию по депутатской деятельности, этике и регламенту. Входил в состав комиссии по экономической политике. Возглавлял фракцию «Единая Россия». 2 марта 2008 года избран депутатом Государственной Думы Ярославской области V созыва по единому общеобластному избирательному округу от Ярославского регионального отделения политической партии «Единая Россия». 25 марта 2008 года избран Председателем Ярославской областной Думы V созыва. Секретарь политсовета Ярославского регионального отделения политической партии «Единая Россия».
18 декабря 2012 года назначен представителем от исполнительного органа государственной власти Ярославской области в Совете Федерации Федерального Собрания Российской Федерации. Заместитель председателя Комитета Совета Федерации по экономической политике.
В октябре 2017 года назначен советником губернатора Ярославской области по вопросам энергетики.
Женат, есть взрослая дочь.

## Награды и звания
- Орден Почёта (декабрь 2010)[2]
- Орден Дружбы (25 января 2017) — за большой вклад в развитие российского парламентаризма и активную законотворческую деятельность[3].
- «Почётный энергетик»
- «Заслуженный работник единой энергетической системы России»
- «Почётный работник топливно-энергетического комплекса»
- Почётная грамота Губернатора Ярославской области
- Почётная грамота мэрии г. Ярославля
- Почётный знак «За заслуги перед городом Ярославлем» (7 мая 2009)[4]
- Медаль «За доблестный труд»
- Золотая Почётная медаль международной общественной организации «Федерация мира и согласия» за активное участие в миротворческой и благотворительной деятельности, укрепление мира и согласия между народами и душевное отношение к людям
- Орден «Меценат», учреждённый Международным благотворительным фондом «Меценаты Столетия» (14 декабря 2005)[5]
- Орден преподобного Сергия Радонежского (22 декабря 2005)[6]